# Spanyol barokk dráma
A spanyol barokk dráma elsősorban a „katolikus királyok” (például a fanatikus hívő II. Fülöp) uralkodása alatt vált jelentőssé. Lope de Vega vagy Calderón patetikus, mozgalmas műveiben mindig a katolikus lovagi erények és a becsület győz (pl. légy jó uralkodó, vagy elveszted a trónod). Spanyolország vesztésre állt az Angliával szembeni rivalizálásban, s ezen fájdalom enyhítését is szolgálhatta a túldíszítettség, minden arra érdemes dolognak a túlcicomázása, a szemkápráztató pompának való feltétlen alárendelés, ami alól a színház sem volt kivétel, és ami Calderón „világszínház”-koncepciójában érte el tetőpontját. A spanyol barokk színház mintegy fordított tükörképe annak, ami Spanyolországban és Spanyolországgal történt, szinte pótolva a színpadon egy illúziót keltő álomvilággal azt, ami az életből hiányzott vagy fokozatosan eltűnt.
A barokk dráma sajátosságai a túldíszített nyelvezet, az emelkedettség, a világ nagy kérdései a vallással, jósággal és az Istennel való viszonnyal függenek össze, bódító rímek, három felvonás, jelenettechnika. A cselekmény általában több szálon futott. A tematika rendkívül változatos (pl. bibliai és mitológiai történetek, történelmi-politikai események, szerelem), de a cél mindig az ember önmagára ismerése, a gyengeségre, kiszolgáltatottságra való rámutatás: tehát egyfajta társadalmi funkció (a hit-becsület-erény hármasságának hirdetése). A legtöbb drámában megjelent a memento mori(gondolj a halálra) gondolatmenete is. A háromfelvonásos drámák mellett egyaránt lehetett látni verses színjátékot és egyfelvonásos közjátékot is.
A spanyol írók műveikben sok mindent írhattak a való életről (egyfajta realizmus), azonban a barokk színpad a maga pompájával, díszleteivel, jelmezeivel, zenéivel, fényhatásaival meglehetősen elnyomta a mondanivalót, így ami az író szövegéből megmaradt, az sokszor csupán egyszerű anyag volt a színész számára a bravúrhoz. Fontos megjegyezni, hogy ebben a korban színházi erénynek számított a hadarás – az bizonyult nagyobb tehetségnek, aki minél gyorsabban és hibátlanul mondott el egy hosszú monológot. Akinek egy kis nyelvbotlása volt, az rögtön füttykoncertet kapott a nyakába hibájáért, de a hibátlan hadarást kitörő tapsviharral jutalmazták. Természetesen ez is hozzájárult a kiváló drámák mondanivalójának elsikkadásához.
A színház és a dráma erősebb egyházi befolyás alatt állt, mint bárhol másutt, de ugyanakkor több népies elemet is szívott magába, mint más országokban. A népmesék, a népi humor, a népi hang erős hatással volt a spanyol komédiákra és tragédiákra, amelyeknek klerikális (egyházi befolyás alatt álló) világszemlélete nagyon is megfelelt az egyház elvárásainak, még a leghaladóbb eszméket képviselő szerzőknél is.
A kor drámáinak barokk jellegét tehát abban lehet megragadni, hogy követendő, illetve elrettentő példák bemutatásával megerősítik a nézők evilági (vagyis egy meghatározott, ám éppen elbizonytalanodó társadalmi szerepen alapuló) identitását, illetve előkészítik őket örök (és egyedül bizonyos) identitásukra. Az immanencia és a transzcendencia közötti feszültség igen sokszínűen (különböző témákban, műfajokban és szerepekben) és igen magas darabszámban jelentkezik, amit a színház egyértelmű „divatja” magyaráz.

## Színtársulatok
A darabokat helyhez kötött, 15–20 fős állandó társulatok adták elő, amelyek egész évben játszottak. Köztük volt egy autore, vagyis egy vezető színész: ezek az emberek egyszerre voltak sztárok (gyakran csak miattuk jártak előadásokra) és kétes egzisztenciák. Mellékszerepekre gyakran szerződtettek szolgákat és bohócokat, de ugyanúgy részesei voltak a társulatnak muzsikusok, táncosok, színházi segítők. Már nők is szerepeltek, ami miatt többen is erkölcstelennek titulálták a barokk színházat. Érdekes tény, hogy a fényes jelmezeket a színészek saját fizetésükből fizették, és egy jelmez 6–8 darab árát tette ki.

## A színpad
A korábban viszonylag puritán spanyol színpad jelentősen gazdagodott a díszítettség terén. Pompás dekorációk, gazdag díszletezés, praktikus színházi gépezetek és ragyogó jelmezek jellemezték az előadásokat. Itt jelent meg először a perspektivikus színház is.
A spanyol barokk színháznak három változatát lehet megkülönböztetni: a népies jellegű corral-színházat, az udvari színházat és az úrnapi játékokat. Az udvari színházat a szcenikai eszközök végletekig fokozása jellemezte (tengeri csaták, összeomló paloták) és főként Calderón darabjai kerültek benne színre, az egy napot betöltő, nyilvános tereken és utcákon játszódó úrnapi játékok (autos sacramentales) teátrális ábrázolásai voltak az oltáriszentség akkoriban vitatott dogmájának, tárgya a szentáldozás egyházi tantétele volt. A kor egyik legeredetibb színpadformája azonban a népies jellegű corral-színház volt.

### A corral-színház
A corrales három vagy négy ház által határolt téren vagy udvaron felépített színház volt. A Calle de la Cruzon 1579-ben és a Calle del Principén 1582-ben épült corralok a 17. században is vezető színházai voltak Madridnak. Valenciában már 1583-ban működött egy corral-színház. 1602-től rendszeres előadások folynak Córdobában, 1606-tól pedig Zamorában.
A legfontosabb színházi városnak számított Sevilla. 1607-ben épült itt a Coliseo színház, majd 1611-ben a Teatro Sona Elvira. 1611-től 1614-ig az előbbiben 258, az utóbbiban 268 előadást tartottak. De voltak állandó corral-színházak Zaragozában, Valladolidban, Barcelonában, Granadában és Toledóban is. A jelentős vándor-társulatok elsősorban ezekben a városokban játszottak.
Az corral-színházakban általában délután, megszakítás nélkül zajló többórás comedia-előadásokat a tömegszórakozás részének lehet tekinteni, amit a hosszú játékidőn, a népünnepéllyé váló előadásokon és a telt házakon kívül az is igazol, hogy az előadásokat a gazdag nemesek és a király is látogatta, akik előtt pedig mesterségesen világított udvari színházaikban ugyanazok a színészek tartottak rendszeresen magánelőadást.
Szcenikailag a színpad két oldalfalát és hátterét egy balkonszerű galéria horizontálisan osztotta ketté, a felső részt „alto del teatró”-nak nevezték. A színpad padlóján, a „tabladó”-ra állították fel a díszletelemeket, amelyek a jó minőségű padlózatnak köszönhetően csúsztatással mozgathatók voltak. Megjelent a zsinórpadlás, amellyel egy fedett részből tudtak a színre belógatni dolgokat. A technikai gazdagodás „vad gépezetek” megjelenéséhez vezetett.
A jelenetváltásokhoz egy köztes függönyt használtak a hátsó színpad bevonására, illetve kirekesztésére. Ezekhez járultak a 17. század elején egyszerű, keskeny oldalfüggönyök, amelyekre fákat és házakat festettek. Sokszor egy nagy, mozgatható vászonfalra is festettek épületet, amit aztán egyszerűen betoltak a színpadra. Egyre inkább alkalmaztak repülőszerkezeteket és süllyesztőket is. Ezzel szemben még a 17. században is hiányzott a színpadot lezáró előfüggöny (kortina), s ezért – akárcsak az Erzsébet-kori angol színpadon – továbbra is lényeges dramaturgiai és rendezői probléma maradt a halottak kivitele a színpadról.
Egy másik megoldást is gyakran alkalmaztak a gyors színváltozások kivitelezéséhez: a fedetlen, négyszögletes vagy ellipszis alakú udvar mindkét végén egy-egy színpad helyezkedett el. Amíg a közönség az egyik színpadon követte figyelemmel az eseményeket, addig a háta mögött a másik színpadon berendezték a következő jelenetet. Ha vége volt az egyik színpadi jelenetnek, a nézők székeikkel megfordultak, és a másik színpadon máris folytatódott az előadás, és ez így ment oda-vissza (a színészek számára egy folyosó biztosította a közlekedést a két helyszín között).

## Jelentős alkotók
Miguel de Cervantes, a Don Quijote írója a spanyol dráma egyik első klasszikusa volt, a Don Juan-téma első irodalmi feldolgozása pedig Tirso de Molina nevéhez köthető. A spanyol színház „aranykorának” műsorán azonban a színjáték mindhárom változatában lényegében két rendkívül termékeny drámaíró uralkodott, akik nemcsak műveik számával, hanem költői nagyszerűségükkel is a világirodalom legnagyobbjai közé tartoznak: Lope de Vega és Calderón de la Barca.